# Shin Nakamura
Shin Nakamura (中村 伸 Nakamura Shin?, nacido el 6 de mayo de 1974 en Osaka) es un exfutbolista japonés. Jugaba de centrocampista y su último club fue el Vegalta Sendai de Japón.

## Trayectoria

### Clubes
| Club           | País  | Año         |
| -------------- | ----- | ----------- |
| Sagan Tosu     | Japón | 1997 - 2000 |
| Vegalta Sendai | Japón | 2001 - 2002 |